# Der Sonntag (Wien)
Der Sonntag ist die katholische Wochenzeitung der Erzdiözese Wien.

## Geschichte
Bereits 1784 bis 1789 erschien eine „Wienerische Kirchenzeitung“, die vom Pfarrer von Probstdorf und Propst von Bienco in Ungarn, Marcus Anton Wittola, herausgegeben wurde. Wittola verteidigte darin die staatskirchlichen Ideen von Kaiser Joseph II.
Am 15. April 1848 gründete Sebastian Brunner die „Wiener Kirchenzeitung für Glauben, Wissen, Freiheit und Gesetz in der katholischen Kirche“, deren Hauptredakteur er bis 1865 war. Brunner trat darin für die Rechte der katholischen Kirche ein, die er gegen den Josephinismus und die kirchenfeindliche Presse verteidigte. Weiters etablierte er die „Kirchenzeitung“ als Plattform für Antisemitismus in Wien. Auf Brunner folgte Albert Wiesinger, der bis 1874 Chefredakteur war und Kardinal Joseph Othmar von Rauscher im Kampf gegen den Liberalismus unterstützte.
Die Zeitschrift wurde nach dem Ersten Weltkrieg 1919 von Johann Mörzinger unter dem Namen „Wiener Kirchenblatt“ neu gegründet und  sieht sich in der Nachfolge der 1874 eingestellten „Wiener Kirchenzeitung“. Nach der Machtergreifung der Nationalsozialisten musste sie im Jahr 1938 eingestellt werden und konnte erst im Oktober 1945 wieder erscheinen. 1964 wurde der Name in „Wiener Kirchenzeitung“ und am 28. November 2004 in „Der Sonntag“ geändert.
Ende 2023 verlautbarte der Eigentümer, ab Ende 2024 keine weiteren Zuschüsse für die diözesanen Medien Der Sonntag und Radio klassik Stephansdom zur Verfügung stellen zu können.

## Medieninhaber
Medieninhaber ist der Wiener Dom-Verlag.

## Chefredakteure
- Prälat Jakob Fried (1945–1959)[5]
- Franz Gstaltmeyr (1959–1961)
- Martin Riedlinger und Jaro Kaspar (1961–1965)
- Walter Raming (1965–1970)
- Anton Fellner (1970–1975)
- Josef Bauer (1975–1993)
- Marie-Theres Hemberger (1993–1998)
- Elvira Groiss (1998–2013)
- Michael Prüller (2013–2015)
- Michael Ausserer (2015–2020)
- Sophie Lauringer[6] (seit 1. März 2021)